# 파인픽스 S5 Pro

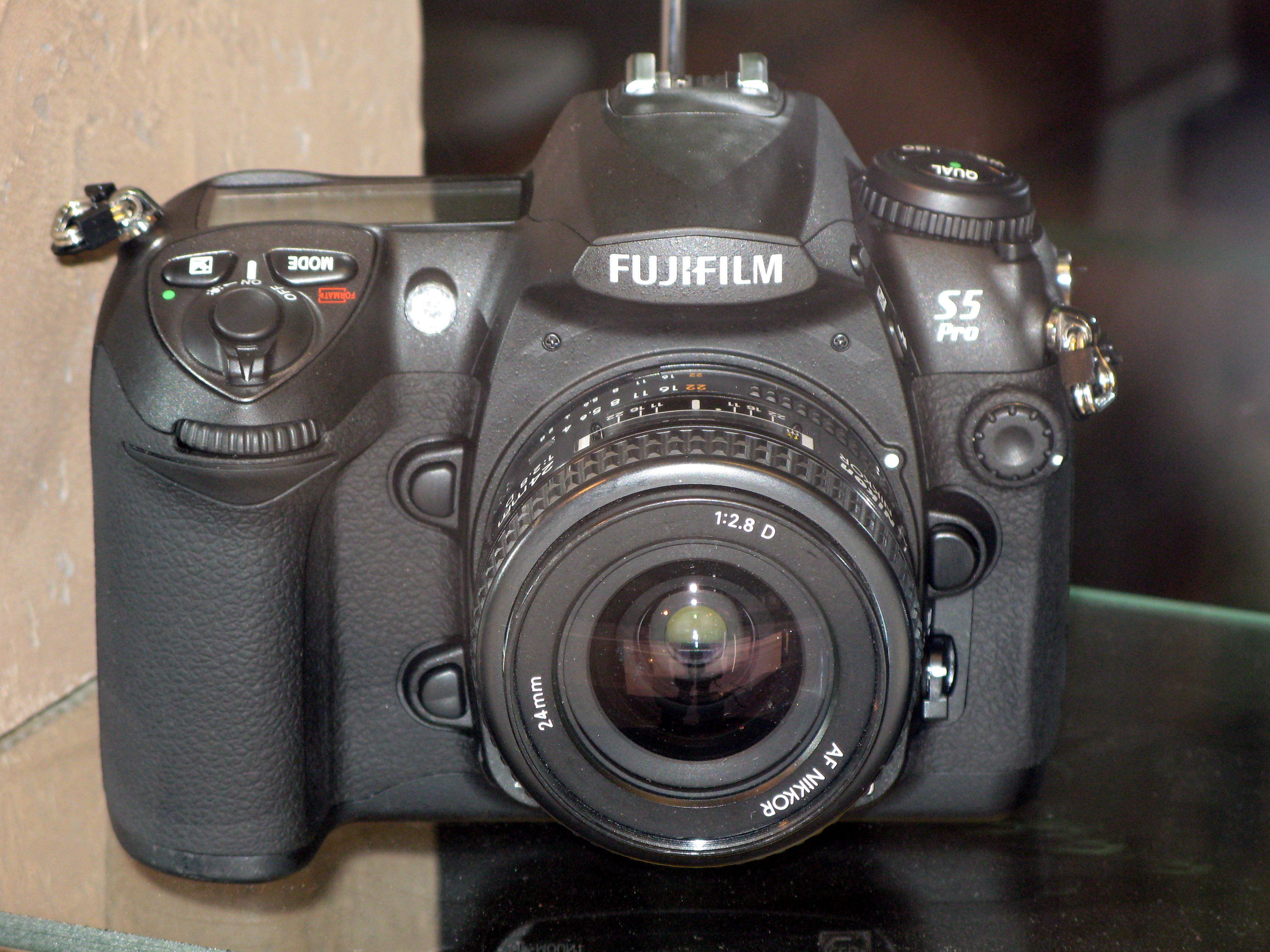
파인픽스 S5 Pro

파인픽스 S5 Pro(FinePix S5 Pro)는 후지필름에서 2006년 9월 25일에 발표한 DSLR으로, 파인픽스 S3 Pro의 후속 기종이다. 후지필름의 허니컴 SuperCCD SR Pro 센서를 사용하여 타 DSLR 대비 다이나믹 레인지(dynamic range)가 넓다. 최대 유효화소는 1,210만 화소.
이전 모델인 파인픽스 S2 Pro, 파인픽스 S3 Pro가 니콘 F80 바디를 바탕으로 만들어진 데 반해, S5 Pro는 니콘 D200 바디를 채용함으로써 높은 기계적 성능을 보이고 있다.
연속 촬영 속도는 최대 초당 3매(다이나믹 레인지 100%인 경우). 액정 모니터의 크기는 2.5인치, 화소수는 23만5천 화소.

## 같이 보기
- 파인픽스 S2 Pro
- 파인픽스 S3 Pro